# Хосе Мануель Альбарес
Хосе Мануель Альбарес Буено (ісп. José Manuel Albares Bueno; нар. 1972, Мадрид) — іспанський дипломат і державний діяч. Чинний міністр закордонних справ Іспанії з 12 липня 2021 року. У минулому — посол Іспанії у Франції (2020—2021).

## Життєпис
Народився 1972 року в Мадриді. Виріс у скромній родині з Усери. Альбарес отримав диплом ліцензіата права в Університеті Деусто, а також диплом з комерційних наук.
Був консулом в Боготі, радником при постійному представництві Іспанії в ОЕСР і у партійного лідера ІСРП Педро Санчеса. Коли останній став прем'єр-міністром, Альбареса в червні 2018 року призначили генеральним секретарем з міжнародних відносин, Європейського Союзу, G20 і глобальної безпеки в прем'єрському офісі.
У 2020—2021 роках — посол Іспанії у Франції.
12 липня 2021 року призначений міністром закордонних справ у другому кабінеті Санчеса.

## Нагороди
- Орден князя Ярослава Мудрого III ст. (Україна, 4 листопада 2022) — за вагомий особистий внесок у зміцнення міждержавного співробітництва, підтримку державного суверенітету та територіальної цілісності України, популяризацію Української держави у світі.[5]